# 毛利師就
毛利 師就（もうり もろなり）は、長門国長府藩7代藩主。
第6代藩主・毛利匡広の五男。母は下村氏（相子・超俊院）。諱ははじめ親就（ちかなり）、後に師就。

## 経歴
父が毛利元平を名乗り清末藩主だった時代に生まれる。五男だったが、兄たちが次々と早世したため、父の長府藩主時代に世子となった。享保10年（1725年）7月28日、江戸城の松の廊下にて狂気乱心した信濃松本藩主水野忠恒に斬りつけられ、鞘刀で応戦するという事件が起きた。師就は右手、左耳、のどなどに傷を負ったが、忠恒の刀を打ち落とし、一命を取り留めた。その後、近くにいた戸田氏房により忠恒は取り押さえられ、目付の長田元鄰により師就も押しとどめられ、栗崎道有と成田宗庵により傷の治療を受けた。忠恒は乱心により改易、師就は正当防衛によりお咎めなしとなった。斬りつけられた原因は、水野家が改易され、その所領が師就に与えられるという噂を忠恒が信じたためであるという。
享保14年（1729年）の父の死去により跡を継いだ。このとき、弟（七男）の政苗に1万石を分知して、清末藩を再興させている。
その後、城下における火災が多発し、さらには風水害にも見舞われて藩財政は悪化した。このため、防火体制の強化に努めている。
享保20年（1735年）4月22日、30歳で死去し、跡を弟（十男）で養嗣子の匡敬（のちに宗家長州藩主となり重就を名乗る）が継いだ。法号は聖諦院殿廓心勇然大居士。墓所は、下関市長府の笑山寺。同市長府宮崎町の豊功神社。

## 系譜
- 父：毛利匡広（1675-1729）
- 母：相子 - 超俊院、下村氏
- 正室：寧子（1715-1757） - 心涼院、毛利吉元の娘
- 側室：春光院（?-1734） - 林氏
  - 長男：毛利教逵（1727-1744）
- 養子
  - 男子：毛利匡敬（重就）（1725-1789） - 毛利匡広の十男